# Grotte de Las Fons
La grotte de Las Fons est une grotte située à Bize-Minervois, en France. Elle est classée depuis 1931 pour son gisement archéologique, avec sa voisine la grotte du Moulin.

## Description
Le site est protégé et est interdit au public depuis le décret européen du 11 mars 1996 concernant la conservation des chauves-souris. La grotte abrite en effet une importante colonie de grands rhinolophes, de petits rhinolophes, de minioptères de Schreibers, de murins de Capaccini et surtout de rhinolophes euryales et de rhinolophes de Mehely, actuellement en danger d'extinction, que l'on a cru éteint en 1963 et qui ont été retrouvés dans la grotte de Las Fons en 1980.

## Localisation
La grotte est située sur la commune de Bize-Minervois, dans le département français de l'Aude, en région Occitanie.

## Historique

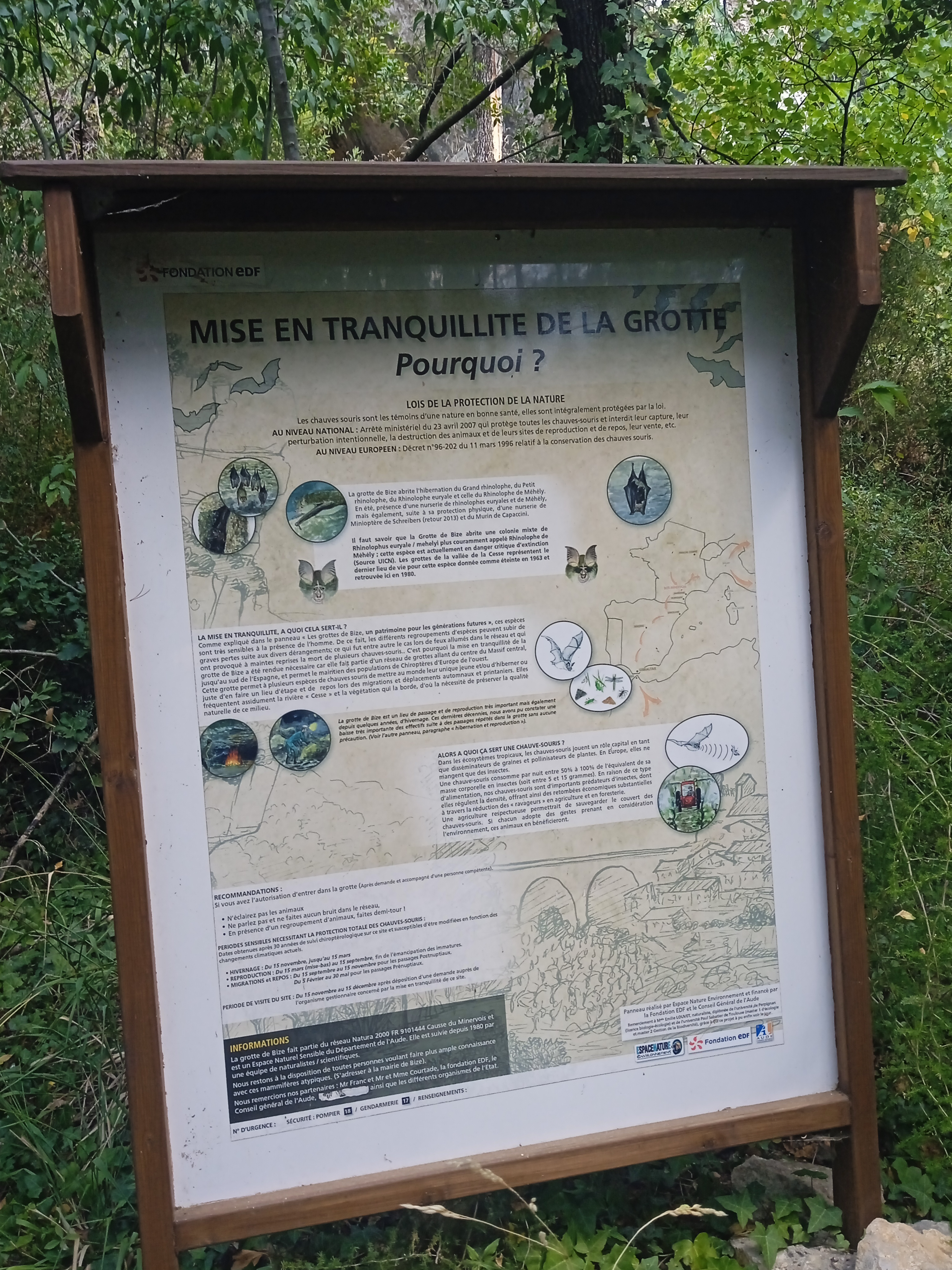
Panneau d'explications de la protection de la grotte.
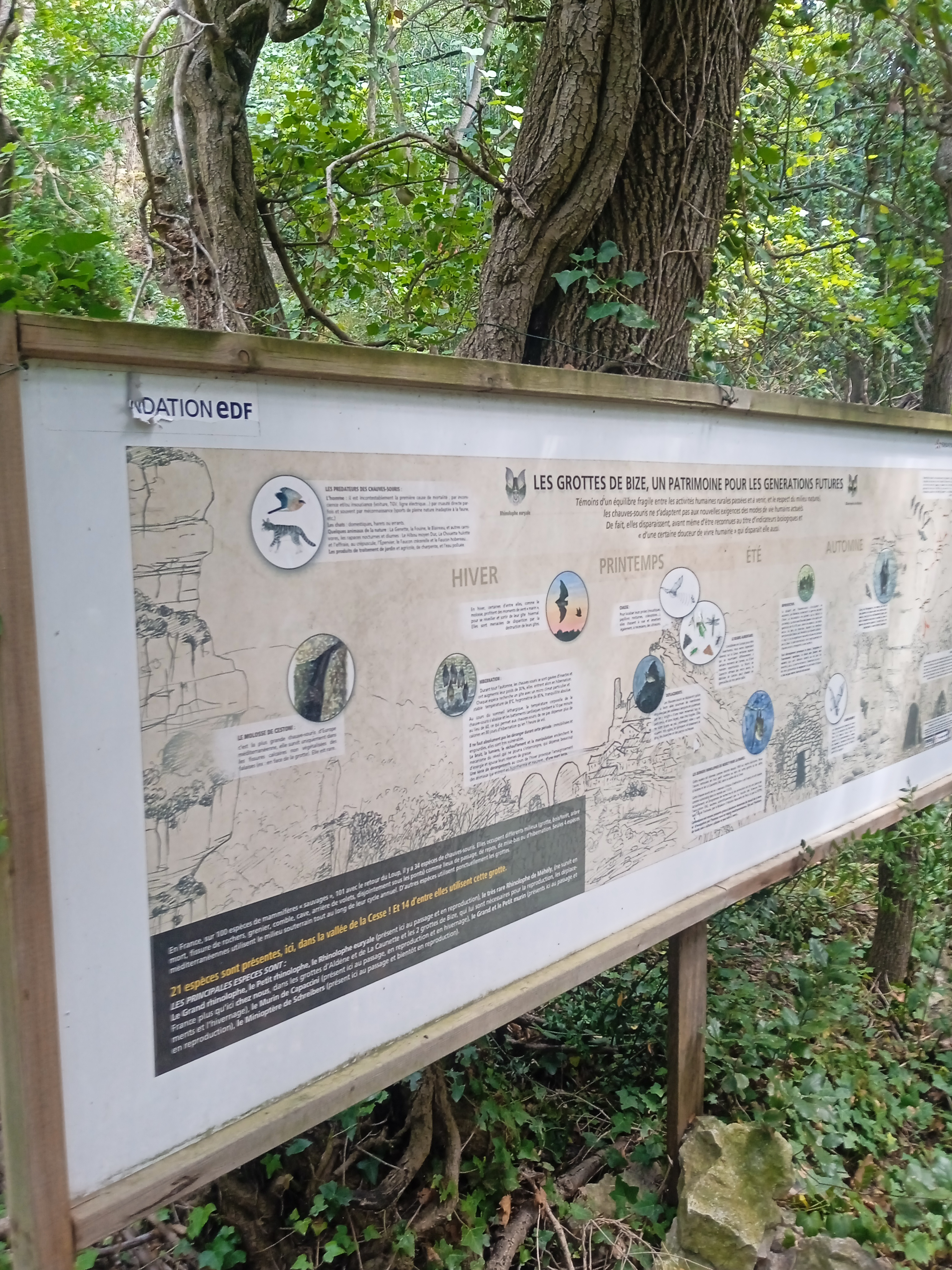
Panneau d'explication de la protection des chauves-souris de la grotte de Las Fons.
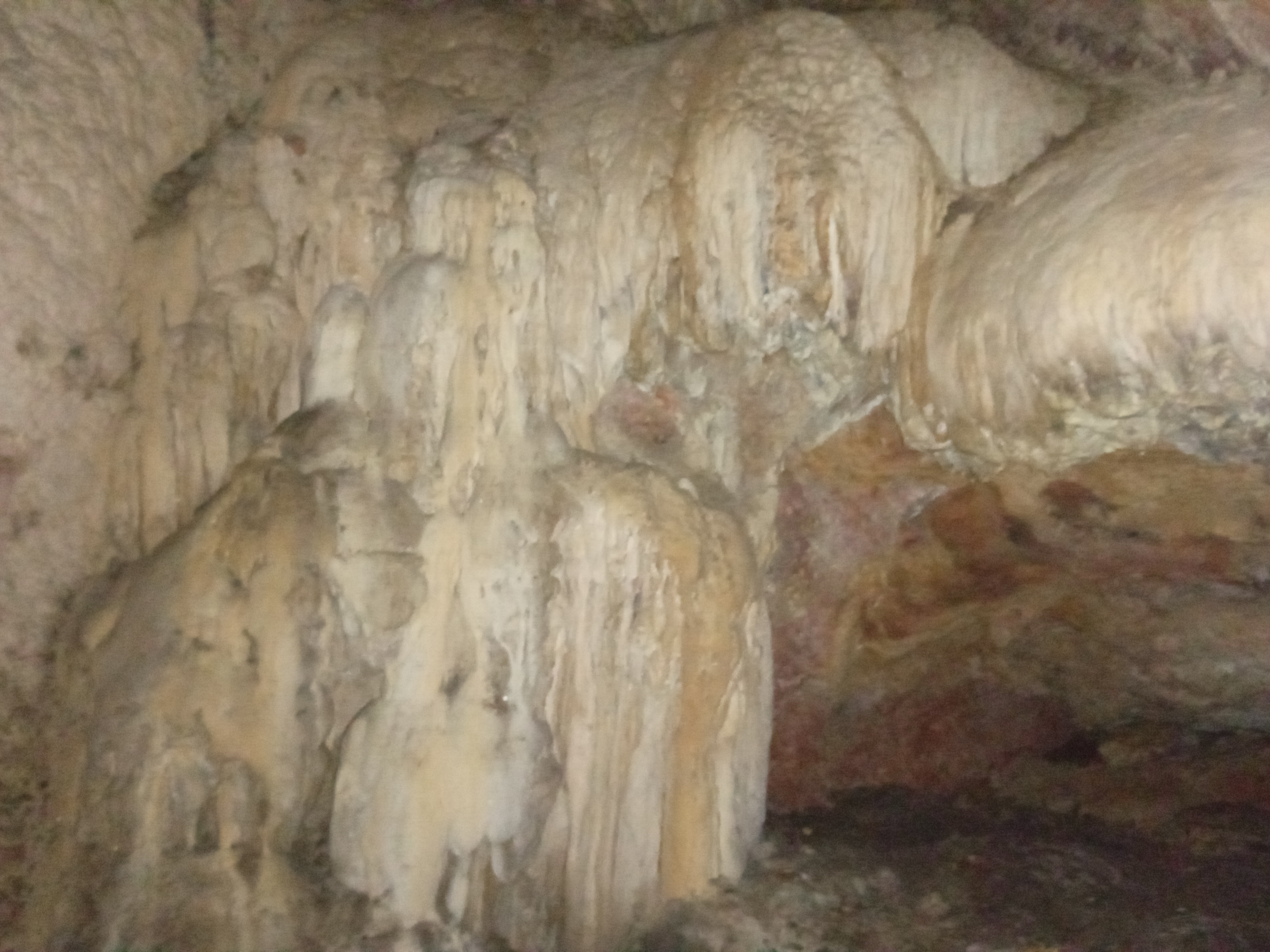
Stalactites dans la grotte de Las Fons.

## Classement
L'édifice est classé au titre des monuments historiques en 1931, en même temps que sa voisine la grotte du Moulin.